# Sadiq Bek
Pour les articles homonymes, voir Bek.
Sadiq Bek (également: Мouhammad Sadiqi Bek Afchar, Sadiqi Kitabdar, Sâdeq Beyk Afshâr, Sâdeqi; en azéri : Sadıq bəy Avşar Sadiq bey Avchar, en persan صادقی بیگ افشار Sâdiqi Bik Afchâr),  né en 1533 à Tabriz et mort en 1610 à Ispahan, est un peintre, miniaturiste persan, calligraphe, poète et historien-chroniqueur de l'époque safavide. Il est l'auteur du seul traité de peinture persane qui ait été préservé jusqu'à nos jours. 

## Biographie
Il est probablement né en 1533 à Tabriz. 
Il s'engage dans une carrière militaire impliquant de nombreux voyages et des participations à des conflits armés, avant de devenir peintre et bibliothécaire vers la fin de sa vie. Il est le bibliothécaire des ateliers royaux d'Abbas Ier le Grand au début du XVIIe siècle.
Il meurt en 1610 (1018 H).

## Sources
Sa vie nous est connue grâce au chroniqueur Muhammad Tâher Nasrâbâdi, qui rapporte qu'au temps de sa direction de la bibliothèque royale, Sâdeqi vendait des dessins à des marchands, qui se chargeaient ensuite de les revendre en Inde.

## Production et style artistique
Il est l'auteur du traité sur l'art Qanun al-suwar (Canons de Représentation) et du travail historico-littéraire connu sous le nom de Majma’-al hawas (1599).
Sâdeqi réalise des miniatures, des portraits, et des  dessins à l'encre, notamment des illustrations du Shâh Nâmeh. Il est le seul peintre persan à avoir rédigé un traité de peinture qui ait été préservé jusqu'à nos jours, détaillant les techniques employées à son époque. Ce traité a vraisemblablement été rédigé pendant un voyage à Chaghatai, en Turquie. Il fait la distinction entre la technique dite du dam-shu, la peinture avec l'extrémité du pinceau, et le miyan-shu, peinture avec le centre de la brosse. Il détaille la complexité revêtue par l'utilisation du lapis-lazuli comme pigment, notamment pour l'appliquer et le travailler, difficulté qui se reflète dans sa propre production artistique.
Parmi ses dessins à l'encre qui ont été préservés, certains pourraient avoir fait partie des exemplaires vendus en Inde. L'un d'eux est un exercice de style montrant un cavalier attaqué par un dragon.